# Tenuipalpus unimerus
Tenuipalpus unimerus är en spindeldjursart som beskrevs av De Leon 1957. Tenuipalpus unimerus ingår i släktet Tenuipalpus och familjen Tenuipalpidae. Inga underarter finns listade i Catalogue of Life.